# شيفروليه كورفيت سي2

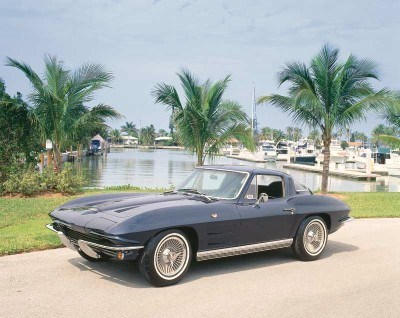
سيارة شيفورليه كورفيت سي2 ، صنعت عام 1964م.

شيفورليه كورفيت سي 2 (بالإنجليزية: Chevrolet Corvette C2)‏ ، هي الجيل الثاني للسيارات الرياضية التي أنتجها شيفورليه كورفيت، بدأت ظهورها عام 1962م، وأنتهت عام 1967م، وهي من إنتاج جنرال موتورز.

## وصلات خارجية
- 1963 Corvette - C2 Corvette history and technical development
- 1963 Corvette Grand Sport - Detailed history and images of the Grand Sport Corvette